# Belfast Harlequins Rugby Football Club
Il Belfast Harlequins Rugby Football Club è un club di rugby a 15 di Belfast, in Irlanda del Nord, affiliato alla Federazione irlandese; fondato nel 1999 per fusione di altri club preesistenti, è la sezione rugbistica della polisportiva Belfast Harlequins.
La sezione maschile milita nella seconda divisione dell'All-Ireland League, così come quella femminile, istituita nel 2008.

## Storia
I Belfast Harlequins nacquero nel 1999 per fusione di vari club sportivi cittadini: I Collegians, fondato nel 1892, polisportiva di rugby a 15, cricket, hockey su prato, pallacanestro e atletica leggera, il North of Ireland Cricket Club e il North of Ireland Football Club, di rugby a 15.
La data di nascita ufficiale del club è il 18 novembre 1999.
Nel 2002 si stabilì nella sede di Deramore - già casa dei Collegians e sotto ristrutturazione al momento della nascita degli Harlequins - dove si trovano i suoi impianti di gioco, nel settore meridionale di Belfast.
Nel 2007 il club ospitò alcune gare del campionato mondiale giovanile Under-19 di rugby.
Il club, che disputa il campionato provinciale dell'Ulster, ebbe la sua stagione migliore, a livello nazionale, nel 2004-05, quando giunse terzo nella stagione regolare dell'All-Ireland League e giunse fino alla finale di Dublino, poi persa contro lo Shannon.
Nella stagione 2013-14 milita nella divisione 1B (la seconda divisione nazionale) del campionato irlandese.
Dal 2008 è presente una sezione femminile, che milita anch'essa nella seconda divisione nazionale e nella prima divisione dell'Ulster.

## Colori e simboli
Il simbolo del club è una versione stilizzata della Croce di Malta, proveniente dallo stemma dei Collegians; i colori adottati furono un mix tra quelli dei citati Collegians (blu marino, bianco e bordeaux) e quelli del North Ireland (rosso, blu e nero), e cioè blu marino, celeste, rosso e bordeaux.
Le maglie del club riportano tali colori, oltre al bianco, in una combinazione a quarti che ricorda quella del quasi omonimo club inglese degli Harlequins.